# Cultura da Malásia

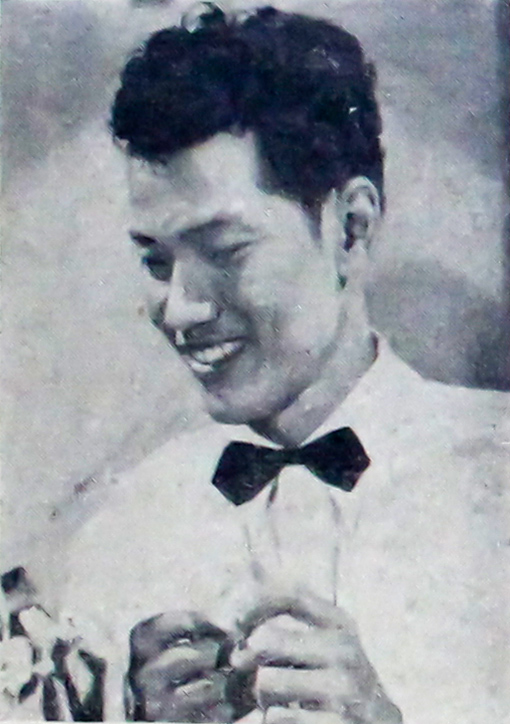
P. Ramlee (1929—1973), o ator e diretor mais influente da indústria cinematográfica da Malásia

A Malásia é uma sociedade multicultural, com malaios, chineses e indianos a compartilhar o país. Os malaios são a maior comunidade, atingindo 60% da população. São muçulmanos, falam malaio (Bahasa Melayu) e são em grande parte responsáveis pela orientação política do país. Os chineses formam cerca de um quarto da população. São principalmente budistas (da seita Mahayana), taoistas ou cristãos, falam os dialectos hokkien/fukien, cantonês, hacá e teochew e têm uma história de domínio dos negócios do país. Os indianos formam cerca de 10% da população. São na maioria tâmeis e telagus hindus do sul da Índia, falando tâmil, telugo, malaiala e algum hindi, e vivem principalmente nas grandes cidades da costa ocidental da península. Também existe uma comunidade sique de razoável tamanho. O resto da população é composta por eurasiáticos, cambojanos, vietnamitas e tribos indígenas. A maioria dos eurasiáticos é cristã. Os eurasiáticos, de ascendência mestiça, portuguesa e malaia, falam um crioulo de base portuguesa chamado Papia Kristang. Outros eurasiáticos, de ascendência mestiça, malaia e espanhola, descendentes de emigrantes vindos das Filipinas, que vivem principalmente em Sabah, falam o único crioulo de base castelhana asiático, o Chavacano. Os cambojanos e os vietnamitas são principalmente budistas (os cambojanos da seita Theravada e os vietnamitas da seita Mahayana). O malaio é a língua oficial do país, mas o inglês é muito falado.
A maior tribo indígena em número são os Iban de Sarawak, cujo número sobe a mais de 600 000. Os Iban que ainda vivem em aldeias tradicionais na selva vivem em casas longas ao longo dos rios Rajang e Lupar e dos seus afluentes. Os Bidayuh (170 000) estão concentrados na parte sudoeste de Sarawak. A maior tribo indígena de Sabah é a dos Kadazan. São principalmente agricultores de subsistência cristãos. Os Orang Asli (140 000), ou povos aborígenes, incluem várias comunidades étnicas diferentes que vivem na Malásia Peninsular. Tradicionalmente caçadores-recolectores e agricultores nómadas, muitos foram sedentarizados e parcialmente absorvidos pela Malásia moderna. Apesar disso, continuam a ser o grupo mais pobre do país.

## Música e dança
A música tradicional malasia é fortemente influenciada por formas chinesas e islâmicas. A música baseia-se grandemente no gendang (tambor), mas inclui instrumentos de percussão (alguns feitos de conchas), o rebab (um instrumento de cordas com arco), o serunai (um instrumento de dupla palheta, semelhante a um oboé), flautas e trombetas. O país tem uma forte tradição de dança e de tambores de dança, algumas de origem tailandesa, indiana e portuguesa. Outras formas artísticas incluem o wayang kulit (fantoches de sombras), o silat (uma arte marcial estilizada) e artesanato como o batik, a tecelagem, e trabalhos em prata e latão.
FERIADOS 
| Data                         | Feriado                              | Observação                                                     |
| 10 de janeiro                | Ano-novo muçulmano                   |                                                                |
| 7 e 8 de fevereiro           | Ano-novo chinês                      | 2 dias                                                         |
| 20 de março                  | Mulude                               | Nascimento do profeta Maomé                                    |
| 1º de Maio                   | Dia do Trabalho                      |                                                                |
| 19 de maio                   | Vesak                                | Nascimento de Buda                                             |
| 7 de junho                   | Aniversário de Yang di-Pertuan Agong | Aniversário do rei do país                                     |
| 31 de agosto e 1 de setembro | Hari Merdeka                         | Independência do país (por cair no domingo foi para a segunda) |
| 12 de Dezembro               | Eid ul-Fitr                          | 2 dias                                                         |
| 27 de outubro                | Diwali                               |                                                                |
| 8 de Dezembro                | Hari Raya Aidiladha                  |                                                                |
| 25 de Dezembro               | Natal                                | Nascimento de Jesus Cristo                                     |
| 29 de Dezembro               | Awal Muharam                         |                                                                |